# Ainhoa Aznárez
Ainhoa Aznárez Igarza (Pamplona, 4 de agosto de 1970) es una política española. Fue concejala del Partido Socialista de Navarra en el Ayuntamiento de Pamplona (2003-2007) y en 2014 participó en la creación de Podemos en Navarra. Entre junio de 2015 y junio de 2019 ejerció como presidenta del Parlamento de Navarra.

## Biografía
Nació en Pamplona y actualmente vive en Badostain (Valle de Egüés). Realizó sus estudios en castellano y euskera en Pamplona y San Sebastián. Es educadora infantil y ha estado trabajando en la escuela infantil de Egüés de manera voluntaria. Compaginaba este voluntariado con un trabajo en Volkswagen.
Involucrada en diferentes colectivos sociales, como la Asamblea por el Cambio Social y la Junta Republicana de Izquierdas, Emagune o LGTB, Aznárez es una de las protagonistas del documental Mariposas en el hierro (2012) dirigido por la periodista Bertha Gaztelumendi que reúne las voces de mujeres que han apostado por la paz y aúna el testimonio de víctimas de ETA, los GAL o la violencia de género.

### Trayectoria política
Militó en el Partido Socialista de Navarra (PSN) y de 2003 a 2007 fue concejala del Ayuntamiento de Pamplona por esta formación. 
En 2006 participó en la creación de Ahotsak (Voces) un colectivo formado por mujeres activistas de distintas sensibilidades y diferentes organizaciones políticas en favor de una solución dialogada al conflicto vasco que nació durante el proceso de paz con ETA del Gobierno socialista de Rodríguez Zapatero, entre cuyos nombres estaban Gemma Zabaleta (PSE-EE), Jone Goirizelaia (Batasuna), Kontxi Bilbao (EB), Elixabete Piñol (PNV) y Nekane Altzelai (EA). Su presencia en la plataforma provocó que un grupo de mujeres de la Comisión Ejecutiva Regional del PSN pidieran a la ejecutiva su reprobación pública.
En 2007 abandonó el PSN tras criticar la decisión del PSOE de frustrar un gobierno con Nafarroa Bai e IU presidido por el socialista Fernando Puras.
En 2014 participó en la formación de Podemos en Navarra. En abril de 2015 quedó en el quinto puesto de las primarias de Podemos para la lista de las elecciones al Parlamento Foral de Navarra, en la que esta formación logró siete escaños.
En 17 de junio de 2015 fue elegida presidenta del Parlamento de Navarra con los votos de Geroa Bai, EH Bildu, Podemos e Izquierda-Ezkerra, cargo que ejerce hasta junio de 2019.